# 땃두릅나무
땃두릅나무(Oplopanax elatus)는 지리산 이북의 고산 숲 속에 나는 낙엽관목으로 높이 2-3m이다. 원줄기는 갈라지지 않고, 줄기에 긴 가시가 많다. 잎은 어긋나며 둥근 모양이고 길이는 15-30cm이다. 가장자리에 톱니가 있으며, 윗면의 주맥과 뒷면의 맥 위에 가시가 많고, 잎자루에 많은 긴 가시가 나 있다. 꽃은 양성화, 가지 끝에 붙으며, 총상으로 갈라진 화축 끝에 산형꽃차례로 달리고, 꽃차례에 갈색 털이 있다. 꽃잎은 5장, 청백색, 수술은 5개, 암술대는 2개. 열매는 액과상이며 타원상 둥근 모양이며 붉게 읽는다. 줄기·가지는 약용으로 쓰인다.